# Guillaume de Lorris
Guillaume de Lorris o Guillaume de Loris (hacia 1200 - hacia 1238), poeta francés de la Alta Edad Media nacido en Lorris. Es el autor de la primera parte del Roman de la Rose, que luego terminaría Jean de Meung.
Hombre culto, clérigo y buen versificador, dedicó la obra a su dama, al tiempo que trataba de componer una especie de código de amor cortés, lo que confiere a su obra el carácter alegórico que la hace tan característica y que está en la raíz de su temprano éxito.

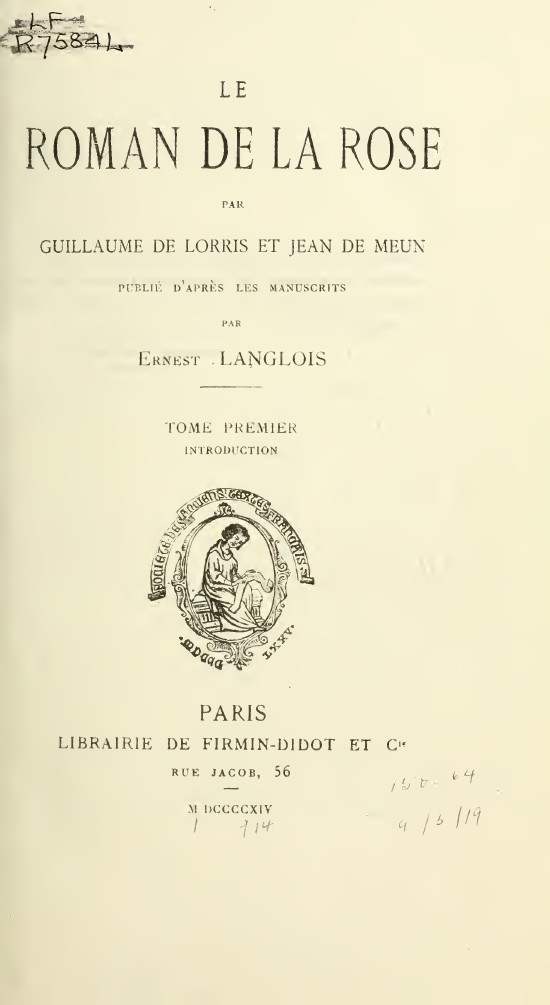
Roman de la Rose (ed. 1914)